# Nieuw-Bonedijke
Nieuw-Bonedijke, ook wel Bonedijke is een buurt in de wijk Middengebied van de gemeente Vlissingen, in de Nederlandse provincie Zeeland. Volgens de CBS-wijkindeling heet de buurt nog steeds Bonedijkestraat e.o.. Er wonen zo'n 2.310 mensen, verdeeld over zo'n 56 verschillende nationaliteiten.
Het hart van de buurt is de Bonedijkestraat en de Verlengde Bonedijkestraat. Een deel van de Bonedijkestraat is omgedoopt tot de Salvador Dalistraat, waardoor de Verlengde Bonedijkestraat niet meer grenst aan de Bonedijkestraat. Het overgebleven deel van de Bonedijkstraat is per 1 augustus 2011 omgedoopt tot Nieuw-Bonedijkelaan waardoor er geen Bonedijkestraat meer is.

## Voorzieningen
Sportpark Bonedijke is gevestigd in de buurt Het Fort e.o.. Hier speelt onder andere de Vlissingse club SV Walcheren.
Ook is er een school, 'De Combinatie'. Deze zogenaamde brede school naar een voorbeeld in de wijk Goese Polder in Goes heeft in 2011 haar deuren geopend.
De Toubamoskee bevindt zich aan de Schuitvaartgracht.

## Herstructurering
Om de wijk weer aantrekkelijker te maken vindt er een grote herstructurering plaats. Vele woningen zullen gesloopt, herbouwd of gerenoveerd worden. Het is de bedoeling dat zich er weer meer gezinnen en tweeverdieners gaan vestigen waardoor de wijk sociaal en economisch versterkt zal worden. Men hoopt hiermee in 2012 klaar te zijn en men gaat ervan uit dat de criminaliteit langzaam zal terug lopen.

## Grenspaal
Op de hoek van de Vrijdomweg en de Koudekerkseweg staat een oude grenspaal, met het opschrift Vrijdompaal grenspaal tusschen de heerlijkheden Vlissingen en Bonedijke uit het jaar 1567.
Stad: Vlissingen

Dorpen: Oost-Souburg · Ritthem · West-Souburg

Buurtschap: Groot-Abeele

Wijken: Bloemenbuurt · Groot-Lammerenburg · Lammerenburg · Nieuw-Bonedijke · Scheldekwartier · Vlissingen-Oost · Vlissingen-Stadshaven · Westerzicht

Zeeland: Steden en dorpen in Zeeland      Nederland: Provincies · Gemeenten